# 宝台局

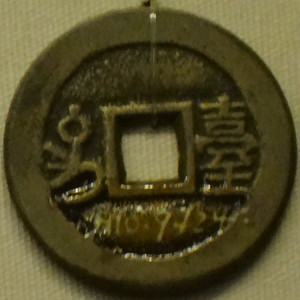
光绪通宝背满汉“台”套子钱

宝台局，清代康熙年间台湾府曾设立台湾府铸钱局铸造康熙通宝，后停铸，雍正年间，各地方的铸钱局均改称“宝某局”，依例台湾府局可改称“宝台局”:55，但实际并未开铸。后世出土或传世的清朝货币中，“乾隆通宝”“咸丰通宝”“同治通宝”等年号钱均有背“宝台”的，但是这些钱币是否为其他铸钱局代铸，以及是否曾设立宝台局，仍具有很大争议。

## 钱谱记载
华光谱《中国古钱大集》中录入一拓“咸丰通宝”背“宝台五文”。

## 拍卖实物
在中国嘉德2015年秋拍古钱专场，一枚背“宝台五文”的咸丰通宝拍得58.65万人民币。